# Gran Premio motociclistico d'Olanda 1988
Il Gran Premio motociclistico d'Olanda fu l'ottavo appuntamento del motomondiale 1988; si è trattato della 58ª edizione del Gran Premio motociclistico d'Olanda, 40ª valida per il motomondiale dalla sua istituzione nel 1949.
Si svolse sabato 25 giugno 1988 sul circuito di Assen e corsero tutte le classi oltre ai sidecar. I vincitori furono Wayne Gardner in classe 500, Juan Garriga in classe 250 e Jorge Martínez in classe 125 e in classe 80; tra i sidecar si è imposto l'equipaggio Rolf Biland/Kurt Waltisperg.

## Classe 500
Nella classe regina si è registrata la prima vittoria stagionale per il pilota australiano Wayne Gardner, campione mondiale in carica, che ha preceduto il capoclassifica provvisorio, lo statunitense Eddie Lawson, e il francese Christian Sarron che era partito dalla pole position.

### Arrivati al traguardo
| Pos. | Pilota              | Moto      | Tempo    | Griglia | Punti |
| ---- | ------------------- | --------- | -------- | ------- | ----- |
| 1    | Wayne Gardner       | Honda     | 44.15.49 | 4       | 20    |
| 2    | Eddie Lawson        | Yamaha    | 44.26.80 | 2       | 17    |
| 3    | Christian Sarron    | Yamaha    | 44.35.22 | 1       | 15    |
| 4    | Kevin Magee         | Yamaha    | 44.39.73 | 3       | 13    |
| 5    | Niall Mackenzie     | Honda     | 44.44.92 | 6       | 11    |
| 6    | Pierfrancesco Chili | Honda     | 44.54.27 | 8       | 10    |
| 7    | Wayne Rainey        | Yamaha    | 44.57.13 | 7       | 9     |
| 8    | Kevin Schwantz      | Suzuki    | 44.57.80 | 11      | 8     |
| 9    | Patrick Igoa        | Yamaha    | 45.04.48 | 10      | 7     |
| 10   | Robert McElnea      | Suzuki    | 45.08.77 | 13      | 6     |
| 11   | Shunji Yatsushiro   | Honda     | 45.38.24 | 12      | 5     |
| 12   | Didier de Radiguès  | Yamaha    | 45.46.75 | 5       | 4     |
| 13   | Ron Haslam          | Elf-Honda | 46.08.90 | 14      | 3     |
| 14   | Marco Papa          | Honda     | 46.31.17 | 20      | 2     |
| 15   | Marco Gentile       | Fior      | 1 giro   | 21      | 1     |
| 16   | Fabio Biliotti      | Honda     | 1 giro   | 15      |       |
| 17   | Bruno Kneubühler    | Honda     | 1 giro   | 23      |       |
| 18   | Daniel Amatriaín    | Honda     | 1 giro   | 29      |       |
| 19   | Michael Rudroff     | Honda     | 1 giro   | 31      |       |
| 20   | Eddie Laycock       | Honda     | 1 giro   | 26      |       |
| 21   | Josef Doppler       | Honda     | 1 ronde  | 34      |       |
| 22   | Kees van der Endt   | Honda     | 1 giro   | 27      |       |
| 23   | Silvo Habat         | Honda     | 1 giro   | 35      |       |

### Ritirati
| Pilota               | Moto   | Motivo | Griglia |
| -------------------- | ------ | ------ | ------- |
| Andreas Leuthe       | Suzuki |        | 30      |
| Koos van Leyen       | Suzuki |        | 37      |
| Alessandro Valesi    | Honda  |        | 17      |
| Nicholas Schmassmann | Honda  |        | 36      |
| Karl Truchsess       | Honda  |        | 25      |
| Petr Schleef         | Honda  |        | 28      |
| Maarten Duyzers      | Honda  |        | 24      |
| Cees Doorakkers      | Honda  |        | 18      |
| Randy Mamola         | Cagiva |        | 9       |
| Fabio Barchitta      | Honda  |        | 19      |
| Manfred Fischer      | Honda  |        | 22      |

### Non partiti
| Pilota           | Moto   |
| ---------------- | ------ |
| Steve Manley     | Suzuki |
| Vittorio Scatola | Paton  |
| Gustav Reiner    | Honda  |

### Non qualificati
| Pilota              | Moto   |
| ------------------- | ------ |
| Johan ten Napel     | Honda  |
| Henk de Vries       | Honda  |
| Wolfgang von Muralt | Suzuki |
| Helmut Schütz       | Honda  |
| Rob Punt            | Suzuki |
| Claus Wulff         | Honda  |
| Ari Rämö            | Honda  |
| Ian Pratt           | Suzuki |
| Larry Vacondio      | Suzuki |

## Classe 250
Per la prima volta nella stagione in questa classe un pilota è riuscito a bissare la vittoria; c'è riuscito lo spagnolo Juan Garriga, approfittando dell'incidente all'ultimo giro tra Sarron e Pons che si giocavano la vittoria. Con questa vittoria lo spagnolo ha anche raggiunto la vetta della classifica provvisoria. Alle sue spalle al traguardo lo svizzero Jacques Cornu e il tedesco Anton Mang.

### Arrivati al traguardo
| Pos. | Pilota                    | Moto    | Tempo    | Griglia | Punti |
| ---- | ------------------------- | ------- | -------- | ------- | ----- |
| 1    | Juan Garriga              | Yamaha  | 39.01.23 | 2       | 20    |
| 2    | Jacques Cornu             | Honda   | 39.01.26 | 4       | 17    |
| 3    | Anton Mang                | Honda   | 39.11.01 | 10      | 15    |
| 4    | Luca Cadalora             | Yamaha  | 39.11.24 | 6       | 13    |
| 5    | Loris Reggiani            | Aprilia | 39.11.56 | 8       | 11    |
| 6    | Sito Pons                 | Honda   | 39.12.26 | 3       | 10    |
| 7    | Reinhold Roth             | Honda   | 39.19.84 | 5       | 9     |
| 8    | Bruno Casanova            | Aprilia | 39.38.22 | 12      | 8     |
| 9    | Martin Wimmer             | Yamaha  | 39.40.79 | 9       | 7     |
| 10   | Manfred Herweh            | Yamaha  | 39.42.21 | 22      | 6     |
| 11   | Jean-Philippe Ruggia      | Yamaha  | 39.42.60 | 13      | 5     |
| 12   | Carlos Cardús             | Honda   | 39.42.87 | 15      | 4     |
| 13   | Ivan Palazzese            | Yamaha  | 39.43.24 | 14      | 3     |
| 14   | Donnie McLeod             | EMC     | 39.50.78 | 16      | 2     |
| 15   | Wilco Zeelenberg          | Yamaha  | 40.04.19 | 24      | 1     |
| 16   | Jean-Michel Mattioli      | Yamaha  |          | 26      |       |
| 17   | Andreas Preining          | Aprilia |          | 32      |       |
| 18   | Urs Lüzi                  | Honda   |          | 31      |       |
| 19   | Jean-François Baldé       | Rotax   |          | 20      |       |
| 20   | Helmut Bradl              | Honda   |          | 25      |       |
| 21   | Javier Cardelús           | Aprilia |          | 28      |       |
| 22   | Jochen Schmid             | Honda   |          | 29      |       |
| 23   | August Auinger            | Aprilia |          | 30      |       |
| 24   | Jean-Francois Foray       | Yamaha  |          | 35      |       |
| 25   | Patrick van den Goorbergh | Honda   |          | 36      |       |
| 26   | Gary Cowan                | Yamaha  | 1 giro   | 34      |       |

### Ritirati
| Pilota             | Moto    | Motivo | Griglia |
| ------------------ | ------- | ------ | ------- |
| Dominique Sarron   | Honda   |        | 1       |
| Carlos Lavado      | Yamaha  |        | 7       |
| Masahiro Shimizu   | Honda   |        | 11      |
| Harald Eckl        | Aprilia |        | 17      |
| Maurizio Vitali    | Rotax   |        | 19      |
| Engelbert Neumair  | Aprilia |        | 21      |
| Fausto Ricci       | Honda   |        | 18      |
| Hans Becker        | Yamaha  |        | 23      |
| Christian Boudinot | Fior    |        | 27      |
| Stefano Caracchi   | Honda   |        | 33      |

## Classe 125
Quarto successo su cinque gare fin qui disputate per lo spagnolo Jorge Martínez, in testa anche alla classifica stagionale. Sul podio di Assen anche l'italiano Ezio Gianola e l'olandese Hans Spaan.

### Arrivati al traguardo
| Pos. | Pilota              | Moto     | Tempo    | Griglia | Punti |
| ---- | ------------------- | -------- | -------- | ------- | ----- |
| 1    | Jorge Martínez      | Derbi    | 39.42.15 | 2       | 20    |
| 2    | Ezio Gianola        | Honda    | 39.45.75 | 4       | 17    |
| 3    | Hans Spaan          | Honda    | 39.49.71 | 1       | 15    |
| 4    | Domenico Brigaglia  | Rotax    | 40.00.41 | 7       | 13    |
| 5    | Gerhard Waibel      | Honda    | 40.01.57 | 15      | 11    |
| 6    | Stefan Prein        | Honda    | 40.16.37 | 10      | 10    |
| 7    | Hubert Abold        | Honda    | 40.24.81 | 8       | 9     |
| 8    | Corrado Catalano    | Aprilia  | 40.29.49 | 5       | 8     |
| 9    | Pier Paolo Bianchi  | Cagiva   | 40.29.81 | 3       | 7     |
| 10   | Adi Stadler         | Honda    | 40.31.06 | 12      | 6     |
| 11   | Heinz Lüthi         | Honda    | 40.31.31 | 25      | 5     |
| 12   | Jussi Hautaniemi    | Honda    | 40.35.37 | 19      | 4     |
| 13   | Thierry Feuz        | Rotax    | 40.23.27 | 30      | 3     |
| 14   | Robin Milton        | Honda    | 40.51.01 | 21      | 2     |
| 15   | Mandy Fisher        | Rotax    | 40.52.12 | 27      | 1     |
| 16   | Luis Miguel Reyes   | Garelli  |          | 18      |       |
| 17   | Johnny Wickström    | Honda    |          | 24      |       |
| 18   | Krysztof Galatowicz | Honda    |          | 26      |       |
| 19   | Juan Ramon Bolart   | JJ Cobas |          | 32      |       |
| 20   | Allan Scott         | Honda    |          | 36      |       |
| 21   | Norbert Peschke     | Rotax    |          | 35      |       |
| 22   | Jörg Seel           | Seel     | 1 giro   | 22      |       |
| 23   | Jos van Dongen      | Honda    |          | 34      |       |
| 24   | Flemming Kistrup    | Honda    |          | 31      |       |
| 25   | Hisashi Unemoto     | Honda    |          | 28      |       |

### Ritirati
| Pilota                    | Moto    | Motivo | Griglia |
| ------------------------- | ------- | ------ | ------- |
| Manuel Hernández          | Honda   |        | 29      |
| Stefan Dörflinger         | Honda   |        | 6       |
| Fausto Gresini            | Garelli |        | 20      |
| Julián Miralles Caballero | Honda   |        | 13      |
| Gastone Grassetti         | Honda   |        | 9       |
| Alfred Waibel             | Waibel  |        | 17      |
| Ian McConnachie           | Cagiva  |        | 11      |
| Koji Takada               | Honda   |        | 14      |
| Mike Leitner              | LCR     |        | 16      |
| Esa Kytölä                | Honda   |        | 23      |
| Robin Appleyard           | Honda   |        | 31      |

## Classe 80
Lo spagnolo Jorge Martínez, oltre che nella classe 125 si è imposto anche nella cilindrata minore, precedendo il tedesco Peter Öttl e l'olandese Bert Smit. Come nell'altra classe, anche in questa, Martinez è nettamente in testa alla classifica generale.

### Arrivati al traguardo
| Pos. | Pilota             | Moto      | Tempo    | Griglia | Punti |
| ---- | ------------------ | --------- | -------- | ------- | ----- |
| 1    | Jorge Martínez     | Derbi     | 31.22.38 | 1       | 20    |
| 2    | Peter Öttl         | Krauser   | 31.30.77 | 3       | 17    |
| 3    | Bert Smit          | Minarelli | 31.52.43 | 4       | 15    |
| 4    | Jos van Dongen     | Casal     | 31.58.44 | 6       | 13    |
| 5    | Herri Torrontegui  | Autisa    | 32.02.72 | 14      | 11    |
| 6    | Jörg Seel          | Seel      | 32.03.00 | 12      | 10    |
| 7    | Adrie Nijenhuis    | Casal     | 32.04.07 | 11      | 9     |
| 8    | Bogdan Nikolov     | Krauser   | 32.11.90 | 13      | 8     |
| 9    | Juhász Károly      | Krauser   | 32.21.63 | 7       | 7     |
| 10   | Giuseppe Ascareggi | BBFT      | 32.26.07 | 19      | 6     |
| 11   | Günter Schirnhofer | Krauser   | 32.27.34 | 20      | 5     |
| 12   | Reiner Koster      | Casal     | 32.33.49 | 22      | 4     |
| 13   | Hans Koopman       | Ziegler   | 32.37.33 | 15      | 3     |
| 14   | Gabriele Gnani     | Gnani     | 32.40.70 | 24      | 2     |
| 15   | René Dünki         | Krauser   | 32.40.82 | 8       | 1     |
| 16   | Xavier Arumi       | Krauser   |          | 30      |       |
| 17   | Josef Lutzenberger | Eberhardt |          | 25      |       |
| 18   | Jose Saez          | Autisa    |          | 31      |       |
| 19   | Serge Julin        | Casal     |          | 17      |       |
| 20   | Stefan Brägger     | Casal     |          | 23      |       |
| 21   | Thomas Engl        | GPE       |          | 28      |       |
| 22   | Roberto Sassone    | BBFT      |          | 33      |       |
| 23   | Lionel Robert      | SPR       |          | 34      |       |
| 24   | Peter Tibori       | Casal     |          | 32      |       |
| 25   | Alojz Pavlič       | Seel      |          | 29      |       |
| 26   | Jacques Bernard    | Fantic    | 1 giro   | 18      |       |

### Ritirati
| Pilota            | Moto      | Motivo | Griglia |
| ----------------- | --------- | ------ | ------- |
| Stefan Dörflinger | Krauser   |        | 2       |
| Àlex Crivillé     | Derbi     |        | 5       |
| Matthias Ehinger  | Krauser   |        | 9       |
| János Szabó       | Krauser   |        | 10      |
| Kees Besseling    | CJB       |        | 16      |
| Heinz Paschen     | Kiefer    |        | 21      |
| Janez Pintar      | Eberhardt |        | 27      |
| Rainer Kunz       | Ziegler   |        | 26      |
| Paul Bordes       | RB        |        | 35      |
| Hagen Klein       | Honda     |        | 36      |

## Classe sidecar
Ancora una vittoria per l'equipaggio Rolf Biland-Kurt Waltisperg, che dopo quattro gare resta a punteggio pieno; secondo posto per Egbert Streuer-Bernard Schnieders davanti a Steve Webster-Tony Hewitt. Si ritirano invece Alain Michel-Jean-Marc Fresc.
Infortunio durante le prove per Jacques Corbier, passeggero di Pascal Larratte; in gara è sostituito da Eckart Rösinger.
In classifica, alle spalle di Biland a 80 punti, il principale inseguitore rimane Webster a 62, mentre Streuer è terzo a 47.

### Arrivati al traguardo (posizioni a punti)[5]
| Pos | Pilota               | Passeggero         | Moto          | Tempo    | Punti |
| --- | -------------------- | ------------------ | ------------- | -------- | ----- |
| 1   | Rolf Biland          | Kurt Waltisperg    | LCR-Krauser   | 37'10"68 | 20    |
| 2   | Egbert Streuer       | Bernard Schnieders | LCR-Yamaha    | +14"56   | 17    |
| 3   | Steve Webster        | Tony Hewitt        | LCR-Krauser   | +35"09   | 15    |
| 4   | Markus Egloff        | Urs Egloff         | LCR-ADM       | +46"03   | 13    |
| 5   | Derek Jones          | Peter Brown        | LCR-Yamaha    | +55"94   | 11    |
| 6   | Masato Kumano        | Markus Fährni      | LCR-Yamaha    | +1'08"32 | 10    |
| 7   | Barry Brindley       | Gavin Simmons      | LCR-Yamaha    | +1'26"57 | 9     |
| 8   | Steve Abbott         | Shaun Smith        | Windle-Yamaha | +1'37"94 | 8     |
| 9   | Fritz Stölzle        | Hubert Stölzle     | LCR-Krauser   | +1'43"26 | 7     |
| 10  | Yoshisada Kumagaya   | Brian Barlow       | Windle-Yamaha | +1'43"64 | 6     |
| 11  | Pascal Larratte      | Eckart Rösinger    | LCR-Yamaha    |          | 5     |
| 12  | Alfred Zurbrügg      | Martin Zurbrügg    | LCR-Yamaha    |          | 4     |
| 13  | Jos van Stekelenburg | Rinie Bettgens     | Windle-Yamaha |          | 3     |
| 14  | Wolfgang Stropek     | Hans-Peter Demling | LCR-Krauser   |          | 2     |